# 张翰 (中国大陆演员)
張翰（1984年10月6日—）中国演員、歌手，畢業于中央戲劇學院2003級表演系本科。2009年因演出青春勵志劇《一起来看流星雨》成功一炮而紅。

## 影视作品

### 电视剧
| 首播年份 | 劇名             | 角色           | 備注                                     |
| 2009年   | 一起来看流星雨   | 慕容雲海       |                                          |
| 2010年   | 一起又看流星雨   | 慕容雲海       |                                          |
| 2010年   | 大風歌           | 張釋之         |                                          |
| 2011年   | 一不小心愛上你   | 秦朗           |                                          |
| 2011年   | 凰圖騰           | 段飛鴻/李越    |                                          |
| 2012年   | 太平公主秘史     | 李隆基         |                                          |
| 2012年   | 勝女的代價       | 湯駿           |                                          |
| 2012年   | 童话二分之一     | 律師           | 客串                                     |
| 2013年   | 隋唐演義         | 羅成           |                                          |
| 2013年   | 语过添情         | Mark           | 廣告網絡劇                               |
| 2013年   | 等待綻放         | 劉亦名         |                                          |
| 2013年   | 勝女的代價2      | 華天齊         |                                          |
| 2014年   | 不一樣的美男子   | 高遠樹         |                                          |
| 2014年   | 杉杉来了         | 封騰           |                                          |
| 2015年   | 少年四大名捕     | 冷血           |                                          |
| 2016年   | 山海經之赤影傳說 | 赤羽/心月狐    |                                          |
| 2016年   | 十宗罪           | 畫龍           | 網絡劇                                   |
| 2017年   | 華麗上班族       | 李想           | 越南首播                                 |
| 2017年   | 傳奇大亨         | 顧延枚         | 兼任"製片人"                             |
| 2018年   | 溫暖的弦         | 南弦           |                                          |
| 2018年   | 如若巴黎不快樂   | 佟卓堯         | 出品人之一，兼任"製片人"                 |
| 2021年   | 若你安好便是晴天 | 唐明軒         |                                          |
| 2021年   | 海洋之城         | 丁凱           | 聯合出品人之一                           |
| 2022     | 烽煙盡處         | 張松齡         |                                          |
| 2022     | 东八区的先生们   | 童語           | 出品人之一，兼任"製作人"，兼任"編劇"之一 |
| 2023     | 珠江人家         | 陳衛（陳青衛） |                                          |
| 2024     | 流光引           | 君北月         | 網絡劇                                   |
| 2024     | 錦衣夜行         | 夏潯           | 2015年拍攝                               |
| 待播     | 你的聲音如此美麗 | 夏承司         | 出品人之一，兼任"製片人"，2016年拍攝     |
| 待播     | 猎隼             | 宋文博         | 2017年拍攝                               |

### 电影
| 上映年份 | 电影名               | 角色           | 备注 |
| 2008年   | 精舞門               | 主持人MC哈哈   | 客串 |
| 2010年   | 心心歷險記2          | 中國留學生趙明 | 主演 |
| 2011年   | 無極限之危情速遞     | 吳極限         | 主演 |
| 2013年   | 夜幕驚魂             | 阿漢           | 主演 |
| 2015年   | 浮華宴               | 祈世昌         | 主演 |
| 2015年   | 張震講故事之鬼迷心竅 | 钟宇           | 主演 |
| 2015年   | 既然青春留不住       | 王勁輝         | 主演 |
| 2016年   | 女漢子真愛公式       | 葉思逸         | 主演 |
| 2017年   | 戰狼2                | 卓亦凡         | 主演 |
| 2017年   | 密戰                 | 梁棟           | 主演 |
| 2019年   | 催眠·裁決            | 楊凯           | 主演 |
| 待上映   | 正道非盗             |                |      |
| 待上映   | 三體                 | 潘寒           |      |

### 舞台劇
- 2005年 《家》        飾 三少爺
- 2005年 《伊凡诺夫》  飾 里沃夫
- 2005年 《蛛網》      （2005年韓國公演）

## 綜藝節目

### 固定出演
| 播放日期       | 播放日期       | 電視台           | 節目名稱             | 季度               | 集數               |
| 首播           | 終映           | 電視台           | 節目名稱             | 季度               | 集數               |
| 2014年4月25日  | 2014年6月13日  | 湖南衛視         | 花兒與少年           | 第一季             | 8集                |
| 2018年7月27日  | 2018年10月5日  | 芒果TV           | 勇敢的世界           | 第一季             | 10集               |
| 2019年10月25日 | 2020年1月10日  | 湖南衛視         | 親愛的·客棧          | 第三季             | 12集               |
| 2020年9月8日   | 2020年11月10日 | 腾讯视频         | 心动的信号 (第三季)  | 第三季             | 10集               |
| 2021年4月6日   | 2021年7月6日   | 芒果TV           | 初入职场的我们       | 第一季             | 12集               |
| 2021年4月28日  | 2021年7月14日  | 芒果TV、湖南衛視 | 妻子的浪漫旅行       | 第五季             | 12集               |
| 2021年5月22日  | 2021年7月10日  | 騰訊視頻         | 五十公里桃花塢       |                    | 8集                |
| 2022年6月11日  | 2022年 月 日   | 騰訊視頻         | 你我皆王者<戰至巔峰> | 電競綜藝           | 於2021/7/10-14錄製 |
| 2022年2月19日  | 2022年4月30日  | 騰訊視頻         | 一往無前的藍         | 消防綜藝           | 10集               |
| 2022年7月16日  | 2022年9月30日  | 湖南衛視         | 牧野家族             | 自然生活實驗真人秀 | 12集               |

### 嘉賓出演
| 播出日期       | 電視台   | 節目名稱           | 備註                 |
| -------------- | -------- | ------------------ | -------------------- |
| 2014年5月3日   | 湖南衛視 | 快樂大本營         | 花兒與少年宣傳       |
| 2015年3月21日  | 湖南衛視 | 快樂大本營         | 少年四大名捕宣傳     |
| 2017年7月15日  | 湖南衛視 | 快樂大本營－20周年 |                      |
| 2018年9月8日   | 湖南衛視 | 快樂大本營         | 勇敢的世界宣傳       |
| 2019年12月14日 | 湖南衛視 | 快樂大本營         | 親愛的·客棧宣傳      |
| 2020年6月19日  | 浙江衛視 | 奔跑吧             | 第四期               |
| 2021年4月2日   | 東方衛視 | 接招吧前輩         | 若你安好便是晴天宣傳 |
| 2022年03月12日 | 湖南衛視 | 你好星期六         | 東八區的先生們宣傳   |

### 主持
- 2011 《给力星期天》（合作者：庾澄慶、朱梓驍、魏晨）
- 2016《夏日甜心》(合作者：李維嘉、張大大、大張偉、黃宗澤)

## 音樂作品

### 音樂錄影帶(MV)
- 2007 胡靈《不愛拉倒》
- 2008 徐立《金木水火土》
- 2009 張翰&俞灝明&朱梓驍&魏晨《讓我為你唱首歌》
- 2009 張翰&俞灝明&朱梓驍&魏晨《星空物語》
- 2009 張翰《拾憶》
- 2009 許飛《我要的飛翔》 [與鄭爽友情出演]
- 2009 天娛群星《快樂出發》
- 2010 許飛《左半邊翅膀》
- 2010 江映蓉《練習题》
- 2010 張翰&江映蓉《一不小心愛上你》
- 2011 張翰&鄭爽 《極限愛戀》

### 单曲
- 2009 《拾憶》 (收錄於《一起來看流星雨》電視原聲帶」) (陸虎 詞曲)
- 2009 《讓我為你唱一首歌》  與魏晨、朱梓驍、俞灝明合唱 (收錄於《一起來看流星雨》電視原聲帶 - 主題曲)
- 2009 《星空物語》  與魏晨、朱梓驍、俞灝明合唱 （收錄於《一起來看流星雨》電視原聲帶 - 片頭曲）
- 2010 《一不小心愛上你》  與江映蓉合唱  (偶像劇《一不小心愛上你》主題曲)
- 2011 《給力星期天》  與朱梓驍、魏晨合唱  (綜藝節目《給力星期天》主題曲)
- 2011 《甜蜜的冒險》 (網絡遊戲《Go光之冒險》主題曲) (陸虎 詞曲)
- 2011 《極限愛戀》  與鄭爽合唱 (電影《無極限之危情速遞》片尾曲)
- 2012 《做最愛你的朋友》  (偶像劇《勝女的代價》片尾曲，作詞：阿童木，作曲：金大洲)
- 2013 《天使之淚》  (偶像劇《勝女的時代》片尾曲)
- 2014 《風之諾言》  (偶像劇《杉杉來了》片頭曲)
- 2015 《风中英雄》  (古装魔幻武侠剧《少年四大名捕 (2015年电视剧)》片头曲)
- 2015 《滚蛋歌》  (青春电影《既然青春留不住》插曲)
- 2016 《莫問》   (古裝劇《山海經之赤影傳說》片頭曲)
- 2018  翻唱《如果沒有你》   (偶像劇《溫暖的弦》推廣曲)
- 2018 《如果那裡不快樂》   (偶像劇《如若巴黎不快樂》主題曲)
- 2018 《Be with you》 與雅玫合唱  (偶像劇《如若巴黎不快樂》片尾曲)
- 2022 《烽煙》 (電視劇《烽煙盡處》片尾曲)
- 2022 《好好愛你》 與慶慶合唱  (偶像劇《東八區的先生們》推廣曲)
- 2022《至少我們還有我們》 與杜淳、經超、黃侑明合唱  (偶像劇《東八區的先生們》主題曲)
- 2022《又怎樣》 與陸虎合唱  (偶像劇《東八區的先生們》主題曲)

## 争议事件
- 2007年3月，BTV-3《法治进行时》報導，中戏大四学生張翰於2007年3月份駕車行駛在北京建國門橋下時，因涉嫌違章被執勤交警攔下盤查。張翰不顧其阻攔，強行駕車離開，將該執法交警在地上拖了100多米，後由4、5輛社會車輛包圍攔下並報警，此事件導致執法交警粉碎性骨折加終身性腎損傷。此事经曝光后，张翰在其個人的博客向大众道歉[2][3]。
- 2022年，由张翰身兼出品人、监制、编剧、主演多重身份的《东八区的先生们》在播出后因剧情、角色人设和价值观等问题引发了来自观众和媒体等多方劣评，有评论认为该剧“头脑空空、趣味低俗、价值观扭曲、物化女性”[4]，最终该剧被全网下架[5]。

## 宣傳大使
| 日期                 | 機構名稱                                                       | 職銜                  |
| 2018年10月13日       | 第五屆絲綢之國際電影節                                         | 青年電影B計劃青年大使 |
| 2018年10月 (聘期2年) | 國家衞生健康委員會、中國紅十字會總會、中央軍委後勤保障部衞生局 | 國家無償獻血宣傳員    |

## 榮譽獎項
| 年份 | 頒發機構                   | 獎項                         | 作品             | 結果 | 參考   |
| ---- | -------------------------- | ---------------------------- | ---------------- | ---- | ------ |
| 2008 | 時尚先生頒獎盛典           | 最具衣著品味男人獎           | 不適用           | 獲獎 | [ 6 ]  |
| 2009 | 搜狐電視劇盛典             | 最受歡迎男演員獎             | 一起來看流星雨   | 獲獎 | [ 7 ]  |
| 2009 | 搜狐電視劇盛典             | 十大經典角色之一             | 一起來看流星雨   | 獲獎 | [ 7 ]  |
| 2009 | 搜狐電視劇盛典             | 媒體最佳推薦男演員           | 一起來看流星雨   | 提名 | [ 7 ]  |
| 2009 | 搜狐電視劇盛典             | 最佳潛力演員                 | 一起來看流星雨   | 提名 | [ 7 ]  |
| 2010 | 第四屆騰訊網星光大典       | 年度潛力新人                 | 一起來看流星雨   | 獲獎 | [ 8 ]  |
| 2010 | 新浪網絡盛典               | 最具潛力演藝新人             | 一起來看流星雨   | 獲獎 | [ 9 ]  |
| 2010 | 第10屆蒙牛酸酸乳音樂風雲榜 | 最佳跨界藝人獎               | 不適用           | 獲獎 | [ 10 ] |
| 2010 | 搜狐電視劇盛典             | 最佳男新人                   | 一起又看流星雨   | 獲獎 | [ 11 ] |
| 2010 | 搜狐電視劇盛典             | 最佳熒幕情侶 (與鄭爽)        | 一起又看流星雨   | 獲獎 | [ 11 ] |
| 2010 | 第二屆國劇盛典             | 最佳男新人                   | 一起又看流星雨   | 提名 |        |
| 2010 | CRI國際在線娛樂頒獎盛典    | 內地最紅人                   | 不適用           | 獲獎 | [ 12 ] |
| 2011 | 影視風雲榜新勢力盛典       | 最受歡迎電視劇男演員         | 不適用           | 獲獎 | [ 13 ] |
| 2011 | 搜狐電視劇年度盛典         | 最具收視貢獻獎               | 一不小心愛上你   | 獲獎 | [ 14 ] |
| 2012 | 第8屆華鼎獎                | 亞洲新銳演藝百強             | 不適用           | 獲獎 |        |
| 2012 | 第1屆亞洲偶像盛典          | 最具號召力演員獎             | 勝女的代價       | 獲獎 | [ 15 ] |
| 2012 | 搜狐電視劇年度盛典         | 最具收視貢獻獎               | 勝女的代價       | 獲獎 |        |
| 2013 | 娛樂現場電視劇權力榜       | 最具影響力新勢力男演員       | 勝女的代價       | 獲獎 |        |
| 2013 | 第19屆上海電視節白玉蘭獎   | 最具人氣男演員               | 隋唐演義         | 獲獎 | [ 16 ] |
| 2013 | 第2屆亞洲偶像盛典          | 最受關注男演員               | 勝女的代價2      | 獲獎 | [ 17 ] |
| 2013 | 第2屆亞洲偶像盛典          | 最受歡迎熒幕情侶獎(與鄭爽)   | 勝女的代價2      | 獲獎 | [ 17 ] |
| 2014 | 搜狐時尚盛典               | 年度電視劇男明星             | 不適用           | 獲獎 | [ 18 ] |
| 2014 | 星月榜樣盛典               | 年度最受歡迎電視劇演員獎     | 杉杉來了         | 獲獎 | [ 19 ] |
| 2014 | 愛奇藝尖叫之夜             | 網際網路最受歡迎電視劇男演員 | 杉杉來了         | 獲獎 |        |
| 2015 | 第12屆微博之夜年度盛典     | 微博年度人氣獎               | 杉杉來了         | 獲獎 | [ 20 ] |
| 2015 | 第10屆首爾國際電視節       | 亞洲之星獎                   | 不適用           | 獲獎 |        |
| 2015 | 亞洲影響力東方盛典         | 內地亞洲影響力最受歡迎演員   | 少年四大名捕     | 獲獎 | [ 21 ] |
| 2016 | 第19屆華鼎獎               | 中國古裝題材電視劇最佳男演員 | 少年四大名捕     | 提名 |        |
| 2016 | 新浪粉絲嘉年華             | 明星勢力榜年度人物           | 不適用           | 獲獎 | [ 22 ] |
| 2016 | 時尚COSMO美麗盛典          | 年度最具人氣偶像             | 不適用           | 獲獎 | [ 23 ] |
| 2016 | 愛奇藝尖叫之夜             | 年度最受歡迎電視劇演員獎     | 不適用           | 獲獎 | [ 24 ] |
| 2017 | 第22屆華鼎獎               | 中國古裝題材電視劇最佳男演員 | 山海經之赤影傳說 | 提名 |        |
| 2017 | 亞洲影響力盛典             | 最具實力演員                 | 戰狼2            | 獲獎 | [ 25 ] |
| 2017 | 騰訊視頻星光大賞           | 年度突破電影演員大獎         | 戰狼2            | 獲獎 | [ 26 ] |
| 2017 | 第一屆塞班國際電影節       | 最佳男配角獎                 | 戰狼2            | 獲獎 | [ 27 ] |
| 2018 | 大众电影百花奖             | 最佳男配角                   | 戰狼2            | 提名 | [ 28 ] |
| 2018 | 第23屆亞洲電視大獎         | 最佳男主角                   | 溫暖的弦         | 提名 |        |
| 2018 | 第十屆國劇盛典             | 年度演技突破男演員           | 溫暖的弦         | 獲獎 | [ 29 ] |